# Норинск (Житомирская область)
Но́ринск (укр. Норинськ) — село на Украине, основано в 1509 году, находится в Овручском районе Житомирской области.
Код КОАТУУ — 1824285401. Население по переписи 2001 года составляет 1960 человек. Почтовый индекс — 11154. Телефонный код — 4148. Занимает площадь 49,334 км².

## Адрес местного совета
11154, Житомирская область, Овручский р-н, с.Норинск, ул.Центральная